# Spider Jerusalem
Spider Jerusalem es un personaje de ficción de la historieta de ciencia ficción postcyberpunk Transmetropolitan, creada por el escritor Warren Ellis, y publicada primeramente en la cancelada editorial Helix, para luego continuar en Vertigo.

## Descripción
Spider Jerusalem es un popular periodista gonzo de la Ciudad, una metrópolis de un futuro relativamente cercano, que se dedica sobre todo a hacer periodismo político desde su columna en el diario La Palabra "Odio todo esto". Físicamente es bajo, musculoso (aunque muchas veces tenga barriga), relativamente delgado, y desde el número 1 es pelado, debido a que un baño químico le quema accidentalmente todo el vello corporal. Su cuerpo está cubierto de tatuajes, aunque su tatuaje más característico es una araña negra en su cabeza. Es un fumador en cadena, adicto a gran cantidad de psicofármacos,violento, y con un retorcido sentido del humor.

## Historia
Poco se sabe de la historia de Spider Jerusalem debido a las pocas menciones que se hacen en las historietas acerca de él: con un padre alcohólico, Spider nació como Django Heráclito Jerusalem y se crio en la decadente Ciudad en una zona pobre cerca de un puerto. Se transformó a una religión y estudió periodismo, el cual ejerce hace muchos años.
Durante un tiempo hizo campaña desde su columna y sus libros en contra de La Bestia y a favor del senador Longmarch en la carrera presidencial de los Estados Unidos. Frustrado por el resultado, se retiró a vivir en las montañas norteamericanas (probablemente, en el Estado de Vermont o las Montañas Verdes de Nueva Inglaterra).
Apresurado por un contrato de publicación, debió volver a La Ciudad para escribir dos libros. Allí vuelve a comenzar su carrera como columnista, y retorna a la fama de la mano de Mitchell Royce, quien decide publicar en directo su columna cubriendo los incidentes de la Revuelta Transiente. A partir de allí, se irá enfrentando a La Ciudad en sus diversas formas, acompañado por sus asistentes Yelena Rossini y Channon, hasta verse envuelto en una disputa contra el nuevo presidente Gary Callahan, a quien humilló en su campaña presidencial.